# Arropiero, el vagabund de la mort
Arropiero, el vagabund de la mort és una pel·lícula documental del director barceloní Carles Balagué i Mazón, de 2008.
Presentada a la X edició del Festival internacional de cinema negre de Manresa (Fecinema), el novembre del 2008, va obtenir el premi "Plácido de plata a la millor pel·lícula de gènere negre", ex aequo amb Flammen & Citronen d'Ole Christian Madsen.
Es va estrenar a Espanya el 23 de gener de 2009.

## Argument
El documental recull el recorregut vital de Manuel Delgado Villegas, el Arropiero, l'assassí en sèrie més important de l'Espanya del segle xx, autor d'almenys 48 assassinats.
Fou rodat en aquelles localitats lligades a la vida de l'assassí (Barcelona, Eivissa, El Puerto de Santa María, Sevilla), compta amb el testimoniatge dels policies que van tenir relació amb l'Arropiero, el doctor forense Frontela, així com amics i personal psiquiàtric lligat a aquest curiós personatge de la història espanyola mort en 1998.